# Henri Anspach
Henri Lucien Ernest Eugène Anspach (Brüsszel, 1882. július 10. – Portet-sur-Garonne, 1979. március 29.) olimpiai bajnok belga vívó, festő. Unokatestvére, Paul Anspach szintén olimpiai bajnok vívó.

## Sportpályafutása
Mindhárom fegyvernemben versenyzett, de nemzetközi szintű eredményt párbajtőrvívásban ért el.